# Chandler R. Post
Chandler Rathfon Post (Detroit, 1881 — Cambridge, 1959) va ser un iconògraf, historiador de l'art i hispanista estatunidenc.

## Biografia
Després de fer la secundària a Detroit, es va graduar en literatura espanyola a la Universitat Harvard (1904) tenint entre els seus companys de classe a Franklin Delano Roosevelt i a l'hispanista Hayward Keniston (1883-1970), i després va estudiar a Atenes. En 1909 es va doctorar a Harvard amb una tesi sobre L'al·legoria en l'Espanya medieval que després va publicar amb el títol de Medieval Spanish Allegory (1916). A la mateixa universitat va ser professor auxiliar de grec i belles arts des de 1914. En 1934 va ser nomenat professor William Dorr Boardman.

## Obres
Va escriure A History of European and American Sculpture (1924), però la seva gran aportació va consistir en A History of Spanish Painting ("Una història de la pintura espanyola"), iniciada el 1930 i conclosa en 1953 en catorze volums, els dos últims editats pòstums per Harold I. Wethey. La seva anàlisi documenta per primera vegada exhaustivament la pintura medieval hispànica i part de la renaixentista, després d'haver inspeccionat directa o fotogràficament cada peça, motiu pel qual va estar llargues temporades a Espanya. En 1936 el va sorprendre l'alçament militar a Barcelona. Metodològicament, fou un pragmàtic advers a interpretacions no fonamentades i literàries, i molt atent als codis i tradicions de la iconografia. Es va valer d'un mètode d'atribució de filiació morelliana i reunia les obres en grups afins que batejava amb noms provisionals mentre la recerca documental no donés el nom real de l'autor de cadascuna. Una constant recerca i autorevisió del que ja havia publicat apareixia al final de cada nou volum. Quant a l'art català, es funda en part en els treballs de Sampere i Miquel i els de mosén Josep Gudiol; la seva ordenació va servir de base a les sistematitzacions posteriors d'aquest últim. Va publicar altres treballs, alguns d'ells sobre art català (els Osona, Forment, etc.), en la Gazette des Beaux-Arts, The Art Bulletin, la Miscelánea, Puig i Cadafalch, etc. Va ser membre corresponent, entre altres institucions de tot el món, del Institut d'Estudis Catalans (1935), de les acadèmies barcelonines de Bones lletres (1954) i Reial Acadèmia Catalana de Belles arts de Sant Jordi (1957) i de la Acadèmia Valenciana de Sant Carles.